# Директор и радно право
Позиција директора као лица које иступа испред правног лица, обавезна је у сваком предузећу
(правно: привредном друштву). Код предузетникa који самостално обавља делатност, не постоји обавеза постојања овог радног места. Ако је власник привредног друштва физичко лице, он може да буде и директор, или може да запосли другу особу. 
Ако власник уједно обавља и функцију директора, он може да буде директор заснивањем радног односа и остваривањем права из Закона о раду:
- радног односа,
- социјалног[2] и
- здравственог осигурања

Такође, може да буде и директор без заснивања радног односа. Друштво може да има једног или више директора који су законски заступници друштва. Ако друштво има два или више директора, тада они чине одбор директора друштва. Директор заступа друштво према трећим лицима у складу са оснивачким актом на основу кога се директор и именује приликом оснивања друштва.

## Радни однос директора
Радни однос са директором може да буде на одређено (Члан 37 Закон о раду]) или на неодређено време, а заснива се уговором о раду. Лице које обавља функцију директора, односно извршног директора заснивањем радног односа остварује права из рада и по основу рада, у складу са уговором о раду (члан 37,Закона о раду) који закључује са надлежним органом послодавца. Радни однос на одређено времене може да траје до истека рока на који је изабран директор, односно до његовог разрешења. Радни однос на одређено време обично се заснива када су у питању неки сезонски послови, рад на одређеном пројекту, повећање обима посла које траје у одређеном период или у случају замене привремено одсутног запосленог, при чему такав однос престаје по повратку привремено одсутног запосленог (члан 48, Закона о раду). Ако функција директора подлеже реизбору, а уговор је закључен на неодређено време, послодавац је дужан да директору, по разрешењу дужности, обезбеди друго радно место према његовој стручној спреми и радним способностима. Ако таквог места нема, или послодавац није заинтересован за његов даљи рад, могу настати проблеми који доводе до судског спора. 
Уколико директор не заснива радни однос, међусобна права, обавезе и одговорности уређују се, такође, уговором. Лице које обавља послове директора без заснивања радног односа има право на накнаду за рад која има карактер зараде, као и друга права, обавезе и одговорности у складу са уговором.
Ако привредно друштво има управни одбор, уговор са директором закључује управни одбор, а потписује председник управног одбора или лице које он овласти по основу писменог овлашћења. Уколико код послодавца није образован управни одбор, уговор о раду са директором закључује орган који је одређен општим актом послодавца, а то је најчешће скупштина. У случају предузетничке радње, уговор закључује предузетник. Ако се ради о једночланом друштву, које има једног оснивача, тачније члана, уговор са директором закључује оснивач- власник предузећа. Први директор може да буде одређен или самим оснивачким актом друштва, уговором или одлуком о оснивању, или га бира скупштина друштва, уколико друштво има скупштину, а ако нема, доноси се посебна одлука о избору директора.
Да би лице уопште могло да врши функцију директора потребно је да испуњава одређене услове који се утврђују оснивачким актом или статутом друштва. Оснивачким актом или статутом се одређује и да ли ће директор бити из редова чланова друштва или ће то бити треће лице, ван друштва. Надлежни орган може да именује запосленог за вршиоца дужности директора, до избора новог директора. Уколико не буде именован за директора по конкурсу, он има право да буде распоређен на радно место које је раније обављао. Не постоји законска обавеза расписивања конкурса за избор директора већ се начин избора утврђује статутом. 
Овлашћења директора за закључивање уговора и обављање других послова могу бити без ограничења, или са ограничењем, најчешће у погледу висине вредности послова које закључује директор самостално, а преко које вредности је потребна сагласност управног одбора или скупштине привредног друштва, односно предузетника.

## Заснивање радног односа
Да би се упоште засновао радни однос потребно је:
- Закључити Уговор о раду
- Оверити радну књижицу запосленог од стране послодавца
- Пријавити радни однос на:
  - Републички фонд за пензионо и инвалидско осигурање[9]
  - Републички завод за здравствено осигурање[10]
  - Националну службу за запошљавање[11]

Уговор о раду закључује се пре ступања запосленог на рад, у писаном облику, а ако послодавац са запосленим не закључи уговор о раду, сматра се да је запослени заснивао радни однос на неодређено време даном ступања на рад. (члан 32 Закона о раду)

## Уговори које закључује директор
Уговори у привреди су, у смислу Закона о облигационим односима, уговори којима предузећа и друга правна лица која обављају привредну делатност, као и имаоци радњи и други појединци који у виду регистрованог занимања обављају неку привредну делатност закључују међу собом у обављању делатности које сачињавају предмете њиховог пословања или су у вези са тим делатностима. Уговор се сматра закљученим када су се уговорне стране усагласиле о битним састојцима уговора.
Директор са запосленим закључује Уговор о раду у писменом облику, на основу којег запослени заснива радни однос.
Уговор о раду мора да садржи следеће елементе:
- назив и седиште послодавца,
- име и презиме запосленог и место његовог пребивалишта, односно боравишта,
- врста и степен стручне спреме запосленог,
- врста и опис послова које запослени треба да обавља,
- место рада,
- начин заснивања радног односа /на одређено или неодређено време/,
- трајање Уговора о раду на одређено време,
- дан почетка рада,
- радно време /пуно, непуно или скраћено/,
- новчани износ основне зараде и елементе за утврђивање радног учинка, накнаде за раде, увећане зараде и других примања,
- рокове за исплату зараде и других примања на која запослени остварује право,
- позивање на колективни уговор, односно Правилник о раду,
- трајање дневног и недељног радног времена.

Када говоримо о уговору о раду, њихова величина се креће у зависности од величине фирме на коју дати уговор гласи. Обично велике фирме и корпорације у својим правним актима покривају правни оквир уговора о раду, тако да се они не дефинишу поново и самим тим захтева и мањи обим уговора о раду. За разлику од великих компанија, мање фирме немају дефинисане све потребне правне оквире у општим актима па се оне морају додатно допунити у уговору о раду, што некада захтева и садржајем веће уговоре о раду, да би се покрили сви правни оквири датог предузећа.
Поред уговора о раду, директор са запосленим може да закључи и уговор о делу. Према  члану 199 Закона о раду, послодавац може, са одређеним лицем, да закључи уговор о делу, ради обављања послова који су ван делатности послодавца, а који имају за предмет самосталну израду или оправку одређене ствари, самостално извршење одређеног физичког или интелектуалног посла, или обављање културно-уметничког посла. Уговор о делу се разликује од Уговора о раду по томе што код Уговора о раду није важан резултат рада, него сам рад. При уговору о раду постоји однос субординације и зависности, којег при Уговору о делу нема. При Уговору о делу награда се даје одмах, док је при Уговору о раду она периодична (недељна, месечна) и њена висина не зависи само од вредности рада, него и од осталих фактора. 
Када директору истекне директорска функција уједно престаје да важи и Уговор о раду, у том случају управа компаније није у обавези да га распореди на друго радно место( Члан 175–191, Закона о раду).